# Jania verrucosa
Jania verrucosa J.V. Lamouroux, 1816  é o nome botânico de uma espécie de algas vermelhas pluricelulares do gênero Jania.
- São algas marinhas encontradas na África, Ásia, Austrália, Nova Zelândia, México, algumas ilhas do Pacífico e Atlântico.

## Sinonímia
- Jania pedunculata J.V. Lamouroux, 1816
- Jania natalensis Harvey, 1849
- Jania micrarthrodia var. crassa (J.V. Lamouroux) J.E. Areschoug, 1852
- Jania natalensis var. tenuior Harvey, 1857
- Corallina natalensis (Harvey) Kützing, 1858
- Corallina verrucosa (Lamouroux) Kützing, 1858
- Corallina pedunculata (Lamouroux) Kützing, 1858